# Тюлешов Бор
Тюлешо́в Бор (рос. Тюлешов Бор) — присілок у складі Вікуловського району Тюменської області, Росія.
Населення — 89 осіб (2010, 142 у 2002).
Національний склад станом на 2002 рік:
- росіяни — 92 %